# Echiostachys spicatus
Echiostachys spicatus är en strävbladig växtart som först beskrevs av Nicolaas Laurens Nicolaus Laurent Burman, och fick sitt nu gällande namn av Margaret Rutherford Bryan Levyns. Echiostachys spicatus ingår i släktet Echiostachys och familjen strävbladiga växter. Inga underarter finns listade i Catalogue of Life.